# Prosopographie der mittelbyzantinischen Zeit
Die Prosopographie der mittelbyzantinischen Zeit (abgekürzt PmbZ) ist ein Projekt der Berlin-Brandenburgischen Akademie der Wissenschaften. Sie erstellt ein Personenlexikon des Byzantinischen Reiches für die Zeit von 641 n. Chr. bis 1025. Es schließt damit an die Prosopography of the Later Roman Empire an. Das umfangreiche Projekt ist in zwei Abteilungen gegliedert: Die erste hat die Zeit von 641 bis 867 bearbeitet, die Ergebnisse (11.500 Personen und Personengruppen) wurden 1998–2002 veröffentlicht. Die zweite Abteilung ist 2013 erschienen und enthält etwa 10.200 Artikel. Es ist das ausführlichste und wichtigste prosopographische Hilfsmittel für die mittelbyzantinische Zeit. Von der begleitenden Reihe Berliner Byzantinistischen Studien erschienen bisher sechs Bände.

## Geschichte
Die Wiederaufnahme des Vorhabens Prosopographia Byzantina, das bereits von der Akademie der Wissenschaften der DDR angedacht war, ergab sich nach der Deutschen Einheit und der Gründung der Berlin-Brandenburgischen Akademie der Wissenschaften. In den Jahren 1992 bis 1994 wurde das Projekt unter Federführung des Byzantinisten Ralph-Johannes Lilie vorbereitet und an die modernsten technischen Standards angepasst. Die Aufnahme der Einträge erfolgt über eine Datenbank, die im Sommer 1998 einen umfassenden Kontrolldurchgang für die erste Abteilung erfuhr. Diese Abteilung wurde in fünf Bänden publiziert (1998–2002). Seit dem 1. August 2006 stellt die PmbZ einen Online-Index der ersten Abteilung bereit. Aus diesem Anlass war das Projekt im August 2006 Projekt des Monats der Berlin-Brandenburgischen Akademie der Wissenschaften.
Die Arbeit an der zweiten Abteilung wurde nach Abschluss der ersten (2002) aufgenommen. Die zweite Abteilung erscheint im Gegensatz zur ersten Abteilung nicht sukzessiv, sondern erschien geschlossen im Februar 2013 in acht Bänden in gedruckter Form. Lediglich ein vorangestellter Band mit Prolegomena war bereits 2009 erschienen.
Seit 2013 bietet der Verlag Walter de Gruyter über seine Homepage auch die Prosopographie der mittelbyzantinischen Zeit Online an. Es handelt sich ursprünglich um ein kostenpflichtiges Angebot, das alle Lemmata der PmbZ einschließlich nachträglicher Ergänzungen enthält; die Datenbank ist derzeit im Rahmen des Open-Access-Angebots des Verlags frei zugänglich.
Projektleiter war bis 2007 Friedhelm Winkelmann, von 2007 bis 2012 Günter Prinzing. Leiter der Arbeitsstelle war von 1992 bis 2012 Ralph-Johannes Lilie. In dem Projekt waren vier hauptamtliche Mitarbeiter beschäftigt: Ralph-Johannes Lilie (1992–2013), Claudia Ludwig (1992–2011), Thomas Pratsch (1994–2011), Ilse Rochow (1992–1998), Beate Zielke (1998–2011), zu denen bis zu zwei weitere Mitarbeiter kamen, die für kürzere Zeiträume angestellt wurden: Bettina Krönung, Harald Bichlmeier (zwischen 2004 und 2009). Außerdem gab es diverse ehrenamtliche Mitarbeiter, Hilfskräfte und Praktikanten. Zu externen Mitarbeitern des Projekts zählen Wolfram Brandes, Daniel Föller sowie Alexander Beihammer.